# 香港航運發展局
香港航運發展局（簡稱航發局）是一個香港公營機構，負責評估香港航運業界的需要、協調香港政府與私營機構參與鞏固和促進香港作為國際航運中心、聽取並反映航運業業界各方的意見、舉辦宣傳活動及制訂和建議措施。香港航運發展局主席由運輸及房屋局局長兼任。香港航運發展局於2003年6月成立，拆分自香港港口及航運局，2016年併入香港海運港口局。

## 歷史
2003年6月，香港政府根據《如何鞏固香港作為國際航運中心地位的研究》的建議，將香港港口及航運局重組，分別成立香港港口發展局及香港航運發展局。
2014年4月，香港航運發展局委託顧問研究如何提升香港作為國際航運中心的地位的有關報告完成，報告建議香港成立新的法定航運機構，結合香港政府和業界的力量，推動香港航運業界長遠發展。
2016年併入香港海運港口局。